# جماعة ياماتجي
ياماتجي هي كلمة تحمل ثلاثة دلالات مُختلفة على الأقل.
- أحد أفراد شعب الواجاري.
- أي شخص من السكان الأصليين الأستراليين من منطقة مورشيسون في أستراليا الغربية.[1]
- أي مجموعة مُكونة من أفراد من شعوب أسترالية أصلية مُختلفة.

شاركت شعوب ياماتجي بالمُطالبة الكبيرة بملكية السكان الأصليين منذ عام 1996، مما أدى إلى تقرير تاريخي في فبراير 2020، اشتمل على تضمين ملكيتهم الأصلية واتفاقية استخدام الأراضي الخاصة بالسكان الأصليين، والتي تُغطي مساحة قدرها 48,000 كيلومتر مربع (19,000 ميل2).

## شخصيات مشهور
مارك اتكينز